# 克羅伊策克山 (阿爾高阿爾卑斯山脈)
47°20′15″N 10°21′27″E / 47.33750°N 10.35750°E

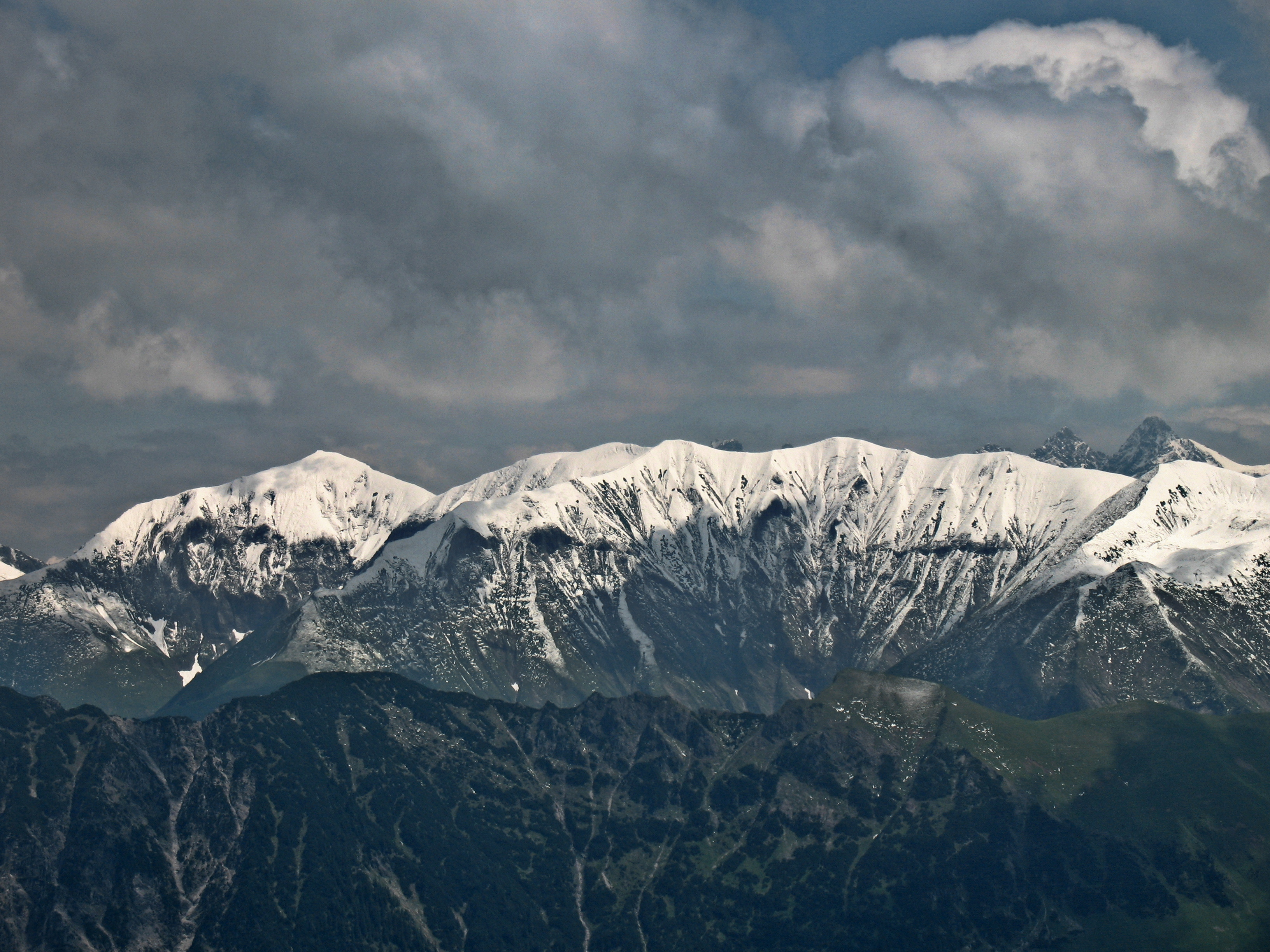

克羅伊策克山（德語：Kreuzeck），是德國的山峰，位於該國東南部，由巴伐利亞負責管轄，屬於阿爾高阿爾卑斯山脈的一部分，距離勞黑克山1.2公里，海拔高度2,376米。